# Бухарский областной комитет КП Узбекистана
Бухарский областной комитет КП Узбекистана - орган управления Бухарской областной партийной организацией КП(б) - КП Узбекистана (1938-1991 годы).
Бухарская область образована 15 января 1938 в числе 5 первых областей Узбекской ССР, с 8 декабря 1992 Бухарский вилайет. Центр - г.  Бухара.
Органы Бухарского обкома и горкома КП Узбекистана, областного и городского Советов депутатов трудящихся: «Бухоро хакикати» («Бухарская правда», на узбекском языке, выходила в 1920-?), «Советская Бухара» (выходила в 1938-?)

## Первые секретари обкома
- 1938—1939 — Турдыев, Халил
- 1939—01.1941 — Мавлянов Абдуразак
- 1941—1943 — Исмаилов
- 1943—1944 — Тургунов, Мавлян
- /1945/—1946 — Артыкбаев, Якубаджан
- 01.1946—194./ — Мукумбаев, Карим Каримович
- /1948—1951/ — Мангутов, Нигмат Мухамеджанович
- 03.1951—09.1952 — Алимов, Ариф Алимович
- 1952—1953 — Таиров, Абдулхай
- 1953—1956 — Джурабаев Мурат Надырович
- 1956—1962 — Ризаев Ахмадали
- 1962—1965 — Матчанов Назар Маткаримович
- 1965—1977 — Муртазаев, Каюм Муртазаевич
- 1977—4.01.1984 — Каримов, Абдувахид Каримович
- 4.01.1984—22.10.1988 — Джаббаров Исмаил
- 22.10.1988—14.09.1991 — Ядгаров Дамир Салихович